# Castlebar Mitchels GAA
Il Castlebar Mitchel GAA (in irlandese Na Mistealí Caislean an Bharriagh)è un club di sport gaelici di Castlebar, county town della Contea di Mayo, in Irlanda. Fondato nel 1885, gioca in tenuta rossa con banda gialla sul petto ed allestisce squadre principalmente di calcio gaelico, ma anche di hurling nonostante lo sport sia minoritario nella contea. A livello di calcio gaelico, i Mitchels sono una delle compagini più prestigiose e vincenti del Mayo, avendo ottenuto il titolo di contea 29 volte e quello provinciale ben 4: a livello di contea sono superati dall'altra potenza della contea, i Ballina Stephenites, ma non a livello provinciale, dove sono terzi in tutto il Connacht nel palmares e primi in contea.
I Mitchels non hanno mai vinto l'All-Ireland Senior Club Football Championship, ma hanno raggiunto la finale ben due volte, nel 1994 e nel 2014: in quest'ultima occasione si sono arresi in finale ad un club prestigioso come il St Vincents GAA, dopo aver tuttavia in semifinale eliminato un altro club di spessore nazionale, gli allora campioni di Munster e di Kerry, il Dr Crokes GAA.
L'ultimo successo del club di Castlebar è stato il trofeo provinciale del 2015 ottenuto con una prestigiosa vittoria contro il Corofin GAC, campione d'Irlanda in carica, 2-10 a 0-11.

## Albo d'oro
- All-Ireland Senior Club Football Championship Finalisti 1994, 2014[4]
- Connacht Senior Club Football Championship 1969, 1993, 2013,[5][6] 2015[7]
- Mayo Senior Football Championship (28 titoli): 1888, 1903, 1930, 1931, 1932, 1934, 1941, 1942, 1944, 1945, 1946, 1948, 1950, 1951, 1952, 1953, 1954, 1956, 1959, 1962, 1963, 1969, 1970, 1978, 1986, 1988, 1993, 2013 [8]  Runners-Up 2014,[9] 2015[10]

## Giocatori di rilievo
- Tom Cunniffe
- Richie Feeney
- Patsy Flannelly
- Henry Kenny
- Barry Moran
- Patrick Durcan